# Rho3 Arietis
Rho3 Arietis (ρ3 Ari / 46 Arietis / HD 18256) es una estrella de magnitud aparente +5,63 situada en la constelación zodiacal de Aries.
Comparte la denominación de Bayer Rho Arietis con ρ1 Arietis y ρ2 Arietis (RZ Arietis), ambas estrellas notablemente más alejadas de nosotros que Rho3 Arietis; esta última, conocida también como Rho Arietis simplemente, se encuentra a 115 años luz del sistema solar.
Rho Arietis es una estrella blanco-amarilla de la secuencia principal de tipo espectral F6V —similar, por ejemplo, a Tabit (π3 Orionis)— con una temperatura efectiva de 6370 K.
De metalicidad semejante a la del Sol, tiene un diámetro 2 veces mayor que el diámetro solar.
Gira sobre sí misma con una velocidad proyectada de 17,2 km/s, resultando un período de rotación igual o inferior a 5,9 días.
Rho3 Arietis tiene una compañera estelar, constituyendo una binaria espectroscópica cuyo período orbital parece ser de 3507 días.
La edad de esta binaria, basada en su actividad cromosférica, se estima en unos 2000 millones de años, mientras que por girocronología —método que determina la edad de una estrella por su velocidad de rotación— la edad resultante es de sólo 790 millones de años.